# Алиханмахинский сельсовет
Алиханмахинский сельсовет — административно-территориальная единица и муниципальное образование со статусом сельского поселения в Акушинском районе Дагестана Российской Федерации.
Административный центр — село Алиханмахи.

## Население
| 1939 | 2002 | 2010 | 2012 | 2013 | 2014 | 2015 |
| ---- | ---- | ---- | ---- | ---- | ---- | ---- |
| 378  | ↗798 | ↗900 | ↘896 | ↘889 | ↘886 | ↘880 |
| 2016 | 2017 | 2018 | 2019 | 2020 | 2021 | 2023 |
| ↗886 | ↘861 | ↗865 | ↘864 | ↗865 | ↘646 | ↘645 |
| 2024 | 2025 |      |      |      |      |      |
| ↗651 | ↘643 |      |      |      |      |      |

## Состав
| № | Населённый пункт  | Тип населённого пункта       | Население |
| - | ----------------- | ---------------------------- | --------- |
| 1 | Алиханмахи        | село, административный центр | ↘591      |
| 2 | Верхний Камкамахи | село                         | ↘55       |